# Чорноярка (Кокпектинський район)
Чорноя́рка (каз. Черноярка) — село у складі Кокпектинського району Абайської області Казахстану. Входить до складу сільського округу імені Койгельди Аухадієва.
Населення — 80 осіб (2021; 147 у 2009, 170 у 1999, 207 у 1989).
Національний склад станом на 1989 рік:
- казахи — 53 %
- татари — 28 %